# Cedusa edox
Cedusa edox är en insektsart som beskrevs av Kramer 1986. Cedusa edox ingår i släktet Cedusa och familjen Derbidae. Inga underarter finns listade i Catalogue of Life.